# Куе Нгок Хай
Куе Нгок Хай (в'єт. Quế Ngọc Hải, нар. 15 травня 1993) — в'єтнамський футболіст, який грає на позиції захисника у клубі «Сонглам Нгеан» та національній збірній В'єтнаму. Грав також за клуб «Тхеконг», грав також за молодіжну та олімпійську збірні В'єтнаму.

## Клубна кар'єра
Народився 15 травня 1993 року. Вихованець футбольної школи клубу «Сонглам Нгеан». Дорослу футбольну кар'єру розпочав 2012 року в основній команді того ж клубу, в якій провів шість сезонів, взявши участь у 125 матчах чемпіонату, та ставши у складі «Сонглам Нгеан» основним гравцем захисту команди.
На початку клубу 2019 року Куе Нгок Хай став гравцем клубу «Тхеконг». У 2022 році повернувся до клубу «Сонглам Нгеан».

## Виступи за збірні
Протягом 2014—2015 років залучався до складу молодіжної збірної В'єтнаму. На молодіжному рівні зіграв у 7 офіційних матчах, забив 2 голи. 2018 року також захищав кольори олімпійської збірної В'єтнаму, зігравши у її складі 8 матчів.
2014 року дебютував в офіційних матчах у складі національної збірної В'єтнаму. Перший м'яч у складі збірної він провів у ворота збірної Індонезії на чемпіонаті АСЕАН 22 листопада 2014 року.
У 2019 році Куе Нгок Хай включений до складу збірної для участі в кубку Азії в ОАЕ. На цьому турнірі він був капітаном збірної команди В'єтнаму. На початок 2023 року зіграв у складі збірної 72 матчі, у яких відзначився 5 забитими м'ячами.

## Особисте життя
Старший брат Куе Нгок Хая, Куе Нгок Ман, також є професійним в'єтнамським футболістом.

## Титули і досягнення
- Переможець Чемпіонату АСЕАН: 2018